# Staphyliniformia
De Staphyliniformia zijn een infraorde van kevers uit de onderorde Polyphaga.

## Taxonomie
De infraorde is als volgt onderverdeeld:
- Superfamilie Hydrophiloidea Latreille, 1802
  - Familie Hydrophilidae Latreille, 1802 (Spinnende waterkevers)
  - Familie Sphaeritidae Shuckard, 1839 (Schijnspiegelkevers)
  - Familie Synteliidae Lewis, 1882
  - Familie Histeridae Gyllenhaal, 1808 (Spiegelkevers)
- Superfamilie Staphylinoidea Latreille, 1802
  - Familie Hydraenidae Mulsant, 1844 (Waterkruipers)
  - Familie Ptiliidae Erichson, 1845 (Veervleugelkevers)
  - Familie Agyrtidae Thomson, 1859 (Dwergaaskevers)
  - Familie Leiodidae Fleming, 1821 (Truffelkevers)
  - Familie Silphidae Latreille, 1806 (Aaskevers)
  - Familie Staphylinidae Latreille, 1802 (Kortschildkevers)